# Giù le mani... carogna! (Django Story)
Giù le mani... carogna! (Django Story) è un film del 1971 diretto da Demofilo Fidani con lo pseudonimo Lucky Dickinson.

## Trama
Il cacciatore di taglie Django, ormai anziano e zoppicante, giunge in una taverna di Black City. Li fa conoscenza con il giovane Bill Hickock, che lo ammira da quando era un ragazzo e che conosce tutte le sue imprese. I due fanno amicizia e Django, dopo aver ordinato da mangiare, racconta al giovane alcune delle sue avventure più importanti, precisamente quella avuta contro i terribili fratelli Manuel e Paco Sanchez, due fratelli messicani sanguinari, e quella contro l'irlandese Dean O'Neill (detto"La Volpe"), fuorilegge assassino responsabile anche della morte dei suoi fratelli. Alla fine Django parte ad affrontare il bandito Buck Bradley sul quale, ancora una volta, avrà la meglio.

## Curiosità
Il film per buona parte contiene materiale tratto da altri film del regista e più precisamente: ...e vennero in quattro per uccidere Sartana! (1969), Quel maledetto giorno d'inverno... Django e Sartana... all'ultimo sangue! (1970), Arrivano Django e Sartana... è la fine (1970).
L'attore Dennis Colt, pseudonimo dello stuntman Benito Pacifico, interpreta due ruoli (Manuel e Paco Sanchez).

## Colonna sonora
Il film non ha una colonna sonora originale ma è formata da brani di Lallo (Coriolano) Gori tratti da altri film di Fidani e non solo. La canzone dei titoli di testa "I know my love" è la stessa creata per il western "Per una bara piena di dollari" sempre diretto da Demofilo Fidani con lo pseudonimo di Miles Deem.